# Benoît Molin
 (octobre 2012).
Si vous disposez d'ouvrages ou d'articles de référence ou si vous connaissez des sites web de qualité traitant du thème abordé ici, merci de compléter l'article en donnant les références utiles à sa vérifiabilité et en les liant à la section « Notes et références ».
Pour les articles homonymes, voir Molin.
Benoît Molin (né le 26 mars 1969 à Soissons) est un chef pâtissier.

## Biographie
Il débute à 16 ans son apprentissage chez Lenôtre sous la houlette de Jean-Marc Guerinnier.
Lors de son service militaire, il est nommé responsable de la pâtisserie du Ministère de la Défense. La journée, il réalise des pâtisseries pour le Ministre Jean-Pierre Chevènement et le soir, il est chef pâtissier au restaurant montmartrois Le Beauvilliers.
Suivant les conseils que Gaston Lenôtre lui a prodigués lors de sa formation, il goûte ensuite à divers domaines qui lui permettront d'approfondir ses connaissances culinaires et ainsi choisir ce qui sera par la suite son domaine d'excellence.
Il part aux États-Unis et tente l'aventure de la restauration traditionnelle.
À son retour il devient chef du restaurant de la chaîne télévisée TF1, le 7e Art.
En 1994, il deviendra le chef pâtissier au château d'Esclimont, établissement Relais et Châteaux de luxe.
De 2000 à 2003, il participe à la création d'une biscuiterie artisanale, « La Biscuiterie de Lorris », dont il devient l'un des dirigeants.
Il est le parrain du Salon du Blog Culinaire des éditions 2008 et 2009, organisé par le site 750g.
En décembre 2011 il ouvre son atelier culinaire et sa boutique "Gourmandyne par Benoît Molin" à Plan-d'Orgon.
En 2016 il participe à la création de la madeleinerie artisanale "Mamy Thérèse" en élaborant un ensemble de recettes autour de la madeleine,.

## Auteur Culinaire
Benoît Molin écrit en 2003 son premier livre de cuisine « Verres Gourmands », le premier ouvrage culinaire sur les verrines.
Benoît Molin continue son travail de création et publie de nombreux ouvrages dont « L'apéritif, 180 recettes à boire et à grignoter », « Biscuits et petites bouchées », « Des épices en cuisine », « Cuillères Gourmandes », « Les soufflés de Benoit », « Les meilleurs Fougasses » mais aussi, "Ze big apero", "Ze big dessert" et "Sans gras ni sucre ou presque", coécrit avec le médecin nutritionniste Dr. Boris Hancel. 
Certains de ses ouvrages prennent une dimension internationale :
- En 2009, Les Meilleures Verrines est traduit en allemand sous le titre  Raffiniertes im Glas: 40 Vorspeisen & Desserts.
- En 2010, Les Meilleures Cuillères est traduit en allemand sous le titre Raffiniertes im Löffel.
- En 2011, Les Meilleurs Whoopies est traduit en néerlandais sous le titre Whoopies / druk 1: zoete & hartige lekkernijen.

Il fait partie des chefs auteurs culinaires des Éditions de La Martinière.
En 2018, il publie son premier ouvrage aux éditions Flammarion.

## Animateur de télévision
En 2004, avec Yves Camdeborde, Philippe Renard, André Génin, Anne-Sophie Dujardin et Emmanuel Laporte, il est pendant 6 mois l'un des chefs de l'émission de France 2 « A vos marques, prêts, cuisinez ! », animée par Anne Depétrini.
En 2005 il anime aux côtés de Sophie Dudemaine l'émission « Amstramgrammes » sur Cuisine Plus.
Dès 2006 sur Cuisine Plus, il passe aux commandes de sa propre émission hebdomadaire : « Les desserts de Benoît » à laquelle s'ajouteront en 2007 « SOS Benoît », en 2008 « L'atelier de Benoît », en 2009 « 1001 desserts pas à pas » et en 2010 « Une Recette pour Deux » en duo avec Antonella Latus.
En 2010, la chaîne de télévision québécoise Zeste diffuse l'intégralité de son émission Les Desserts de Benoît.